# 14 avril
Pour les articles homonymes, voir Quatorze-Avril.
14 mars 14 mai
Chronologies thématiques
- Croisades
- Ferroviaires
- Sports
- Disney
- Anarchisme
- Catholicisme

Abréviations / Voir aussi
- (° 1852) = né en 1852
- († 1885) = mort en 1885
- a.s. = calendrier julien
- n.s. = calendrier grégorien
- Calendrier
- Calendrier perpétuel
- Liste de calendriers
- Naissances du jour

Le 14 avril est le 104e jour, moins souvent le 105e, de l'année du calendrier grégorien ; il en reste ensuite 261.
Son équivalent était généralement le 25e jour du mois de germinal dans le calendrier républicain / révolutionnaire français, officiellement dénommé jour du pigeon (l'oiseau).

## Événements

### Iersiècle
- 69 : les généraux romains Alienus Caecina et Fabius Valens soutenant Vitellius battent l'armée de l'empereur romain Othon à la bataille de Bedriac.
- 70 : le fils de l'empereur Vespasien Titus met le siège devant Jérusalem avec quatre légions.

### VIIIesiècle
- 754 : la donation de Pépin crée les États pontificaux.

### XIIIesiècle
- 1205 : Baudouin IX de Flandre est battu par les Bulgares à la bataille d'Andrinople.

### XVesiècle
- 1471 : bataille de Barnet, dans la guerre des Deux-Roses en Angleterre.

### XIXesiècle
- 1803 : adhésion du canton de Vaud à la Confédération suisse[1].
- 1814 : création de la principauté de l'île d'Elbe, par le traité de Fontainebleau, dont le monarque fut Napoléon Bonaparte.
- 1834 : à Paris, la troupe massacre douze civils dans un immeuble lors d'un mouvement ouvrier.
- 1849 : Lajos Kossuth fait voter par la Diète l'indépendance de la République de Hongrie.
- 1865 : John Wilkes Booth tire sur le président Abraham Lincoln, qui succombe le lendemain.

### XXesiècle
- 1927 : Création de la marque de véhicules à moteur suédoise Volvo, avec l’aide de la société SKF.
- 1931 : proclamation de la Seconde République espagnole, et fuite du roi Alphonse XIII d'Espagne.
- 1944 : l'explosion d'un navire britannique chargé de munitions, dans le port de Bombay, provoque la mort de 800 à 1300 personnes.
- 1947 : le Général de Gaulle fonde le Rassemblement du peuple français (R.P.F.).
- 1970 : début de l'exercice Océan-70 par la marine soviétique.
- 1976 : Pol Pot est nommé Premier ministre du Cambodge.

### XXIesiècle
- 2003 : le Parti libéral du Québec et Jean Charest vainquent le P.Q. de Bernard Landry, aux élections générales au Québec.
- 2007 : première manifestation pour la laïcité en Turquie, à Ankara.
- 2008 : Silvio Berlusconi (du parti Peuple de la liberté) est élu pour la 3e fois président du conseil face à Walter Veltroni (du parti démocrate), aux élections générales italiennes.
- 2012 : résolution n° 2042 du Conseil de sécurité des Nations unies, sur la situation au Moyen-Orient.
- 2013 : les élections européennes ont lieu en Croatie, nouvel État-membre de l'Union européenne, par anticipation des élections plus générales à l'échelle de toute l'U.E. l'année suivante.
- 2014 : enlèvement des lycéennes de Chibok par Boko Haram.
- 2016 : Volodymyr Hroïsman est nommé Premier ministre de l’Ukraine ; il y est le premier de confession juive, et le plus jeune, à accéder à ce poste.
- 2017 : les États-Unis envoient un groupe aéronaval, face à la Corée du Nord.
- 2018 : les forces armées américaines, françaises et britanniques en Syrie y effectuent une série de bombardements en représailles d'une attaque chimique du régime à Douma.
- 2019 : des élections législatives se tiennent en Finlande[2] afin d'élire les 200 députés de la 37e législature du parlement de l'Eduskunta[3]. Le scrutin voit arriver au coude à coude le Parti social-démocrate, le parti des Vrais Finlandais et le Parti de la coalition nationale.

## Arts, culture et religion
- 1375 : le premier président de la chambre des comptes, évêque d'Angers et neveu de l'ancien évêque de Beauvais Jean de Dormans Milon de Dormans devient à son tour évêque de Beauvais.
- 1802 : l'écrivain français et malouin François-René de Chateaubriand publie le Génie du christianisme dont cette première édition comprend les récits Atala et René.

## Sciences et techniques
- 1931 : première transmission expérimentale et quasi-confidentielle en France d'une image de télévision.
- 1958 : désintégration du satellite Spoutnik 2. Il transportait la chienne Laïka, qui était morte rapidement, après la mise en orbite le 3 novembre 1957.
- 1999 : le Tupolev Tu-144, surnommé en Occident Concordski, effectue son dernier vol, à la base aérienne de Zhukovsky.

- 2003 : annonce de la fin du séquençage du génome humain.
- 2017 : la détection de dihydrogène en quantité relativement importante dans un panache de gaz sur la lune Encelade est annoncée lors de la mission Cassini-Huygens y accréditant de la sorte l'hypothèse d'une activité hydrothermale.
- 2023 : l’Agence spatiale européenne lance JUICE (trajectoire) pour étudier Ganymède, Europe et Callisto[4].

## Économie et société
- 1900 : le Président de la République française Émile Loubet inaugure l'exposition universelle de cette année-là à Paris.
- 1912 : le paquebot réputé insubmersible RMS Titanic heurte un iceberg à 23 h 40 lors de sa première traversée transatlantique-nord inaugurale et commerciale, ce qui va provoquer une voie d'eau puis son naufrage jusqu'à ce qu'il s'engloutisse entièrement vers 2 h 20 le jour suivant très au large de Terre-Neuve, faisant d'une majorité de ses passagers et de son équipage des victimes.
- 1916 : la Bulgarie passe au calendrier grégorien en train de devenir universel dans le monde.
- 1970 : la première pierre de la tour Montparnasse est posée à Paris au nord de l'actuel parvis de la gare de l'ouest éponyme qu'elle surplombera du haut de ses 209 mètres à partir de son inauguration en 1973 comme seul gratte-ciel de la capitale française[5].
- 2016 : séisme meurtrier et provoquant de gros dégâts suivis de plusieurs répliques près de Kumamoto sur l'île de Kyushu au Japon[6].

## Droit
- 1891 : la Chambre civile de la Cour française de cassation rend un arrêt important pour le droit des obligations, prévoyant notamment que la résolution d'un contrat peut être poursuivie alors même que l'inexécution provient d'une force majeure[7].
- 2006 : la même juridiction, réunie en Assemblée plénière, précise les conditions à remplir pour qu'un cas puisse être qualifié de force majeure, soit quand l’événement présente un caractère imprévisible à la signature du contrat et irrésistible dans son exécution[8].

Ces deux arrêts à plus d'un siècle d'écart l'un de l'autre ne manquent pas de faire débat au sein de la doctrine ; un collectif de professeurs d'université dont le professeur François Chénedé considère d'ailleurs que cette dernière décision marque "l'accalmie après la tempête" en réaffirmant la conception classique de la force majeure (note aux Grands arrêts de la jurisprudence civile (France)).

## Naissances

### IIIesiècle
- 216, vers ce 14 d'avril (ou 8 avril 527 de l'ère séleucide) : Mani, fondateur du manichéisme († 2 mars 274 ou 26 février 277).

### XIVesiècle
- 1336 : Go-Kōgon, empereur du Japon († 12 mars 1374).

### XVIesiècle
- 1527 : Abraham Ortelius, géographe et cartographe néerlandais († 4 juillet 1598).
- 1578 : Philippe III, roi d'Espagne et du Portugal († 31 mars 1621).

### XVIIesiècle
- 1629 : Christian Huygens, mathématicien, astronome et physicien néerlandais († 8 juillet 1695).

### XVIIIesiècle
- 1741 : Momozono, 116e empereur du Japon († 31 août 1762).
- 1762 :
  - Jean-Étienne Championnet, militaire français († 9 janvier 1800).
  - Giuseppe Valadier, architecte, urbaniste, archéologue et orfèvre italien († 1er février 1831).
- 1764 : Firmin Didot, imprimeur, éditeur et homme politique français († 24 avril 1836).
- 1765: Wilhelmine de Hesse-Darmstadt, reine de Bavière († 30 mars 1796).
- 1773: Joseph de Villèle, homme politique français († 13 mars 1854).

### XIXesiècle
- 1838 : Gaston Allard, botaniste et entomologiste français († 5 janvier 1918).
- 1840 : Isabella Stewart Gardner, collectionneuse d'art et philanthrope américaine († 17 juillet 1924).
- 1852 : René Oberthür, entomologiste français († 27 avril 1944).
- 1862 : Félix Robert, matador français († 19 janvier 1916).
- 1866 :
  - Joseph-Dominique Guay, homme d'affaires québécois († 6 décembre 1956).
  - Ann Mansfield Sullivan, éducatrice américaine († 20 octobre 1936).
- 1892 :
  - Bhimrao Ramji Ambedkar, juriste et homme politique indien († 1er février 1831).
  - Juan Belmonte, matador espagnol († 8 avril 1962).
- 1895 : Mary Marquet, actrice française († 29 août 1979).
- 1897 : Horace McCoy, écrivain et scénariste américain († 15 décembre 1955).
- 1900 : Louis de Villefosse, officier de marine, écrivain et journaliste français († 26 novembre 1984).

### XXesiècle
- 1902 : Sylvio Mantha, joueur de hockey sur glace canadien († 7 août 1974).
- 1903 : Serge de Poligny, cinéaste français († 23 mars 1983).
- 1904 : 
  - John Gielgud, acteur britannique († 21 mai 2000).
  - Elizabeth Irving, actrice britannique († 9 janvier 2003).
- 1905 : 
  - Jean Pierre-Bloch, homme politique et résistant français († 17 mars 1999).
  - Averil Lysaght, biologiste, entomologiste et artiste néo-zélandaise († 21 août 1981).
- 1907 : François Duvalier, président d'Haïti († 21 avril 1971).
- 1908 : Robert Lapalme, caricaturiste et peintre québécois († 19 juin 1997).
- 1910 : Stanisław Kowalski, athlète devenu doyen polonais puis supercentenaire († le 5 avril 2022, soit à 9 jours de ses 112 ans révolus).
- 1912 : Robert Doisneau, photographe français († 1er avril 1994).
- 1913 : Jean Fournet, chef d’orchestre français († 3 novembre 2008).
- 1915 : Andrée Basilières, comédienne québécoise († 10 mai 2007).
- 1917 :
  - Valerie Hobson, actrice britannique († 13 novembre 1998).
  - Marvin Miller, syndicaliste américain, premier président du Syndicat des joueurs du baseball majeur († 27 novembre 2012).
- 1918 : Cornell Capa, photographe américain d'origine hongroise, frère cadet de Robert Capa († 23 mai 2000).
- 1919 : Raúl Primatesta, cardinal argentin, archevêque de Córdoba († 1er mai 2006).
- 1920 : 
  - Olivier Debré, peintre français († 2 juin 1999).
  - Jacques Yankel, peintre français devenu quasi-centenaire († 2 avril 2020).
- 1921 : 
  - René Fournier, personnalité française de l'aviation devenue centenaire.
  - Fernand Frantz, pasteur alsacien devenu centenaire, dernier aumônier militaire français vivant de 1939-1945.
- 1922 : Joseph Poli, journaliste français († 16 janvier 2011).
- 1924 : 
  - Shorty Rogers, trompettiste, arrangeur et chef d’orchestre de jazz américain († 7 novembre 1994).
  - Philip Stone, acteur britannique († 15 juin 2003).
- 1925 :
  - Eugene Gene Ammons dit Jug, saxophoniste de jazz américain († 6 août 1974).
  - Rod Steiger, acteur américain († 9 juillet 2002).
- 1926 : Liz Renay, actrice américaine († 22 janvier 2007).
- 1927 : Dany Robin, actrice française († 25 mai 1995).
- 1929 :
  - Gerry Anderson, producteur de télévision britannique († 26 décembre 2012).
  - Jean-Paul Casterman, éditeur belge († 14 décembre 2009).
  - William E. Thornton, astronaute américain († 11 janvier 2021).
- 1930 : Marie Thérèse de Jésus (Gonzalez-Quevedo), carmélite espagnole († 8 avril 1950).
- 1931 : 
  - Paul Masnick (en), hockeyeur professionnel canadien.
  - Dimitar Dobrev, lutteur bulgare, champion olympique († 1er avril 2019).
- 1932 :
  - Bill Bennett, homme politique canadien († 3 décembre 2015).
  - Loretta Lynn, chanteuse américaine de musique country († 4 octobre 2022).
- 1935 : Susan Cunliffe-Lister, baronne Masham d'Ilton, athlète paralympique anglaise, membre de la Chambre des Lords.
- 1936 :
  - Gabriel Cohn-Bendit (Jean-Gabriel dit « Gaby Cohn-Bendit »), professeur et militant français et burkinabé († 17 décembre 2021).
  - Ivan Dias, cardinal indien, préfet de la Congrégation pour l'évangélisation des peuples († 19 juin 2017).
  - Bobby Nichols (en), golfeur professionnel américain.
  - Frank Serpico, membre américain de la police de New York qui a inspiré le film Serpico.
- 1937 : Guy Bagnard, évêque catholique français, évêque de Belley-Ars.
- 1940 :
  - Julie Christie, actrice britannique.
  - Marie Kinský de Wchinitz et Tettau, princesse consort de Liechtenstein.
- 1941 :
  - Pete Rose, joueur de baseball américain.
- 1942 :
  - Margaret Alva, femme politique indienne.
  - Valeriy Brumel, athlète soviétique spécialiste du saut en hauteur († 26 janvier 2003).
  - Valentin Lebedev, cosmonaute soviétique.
- 1943 : Csaba Fenyvesi, escrimeur hongrois, triple champion olympique († 3 novembre 2015).
- 1945 :
  - Ritchie Blackmore, guitariste britannique de Deep Purple.
  - Roger Frappier, producteur de cinéma québécois.
- 1947 : Dominique Baudis, journaliste et homme politique français († 10 avril 2014).
- 1948 :
  - Berry Berenson, photographe et actrice américaine († 11 septembre 2001).
  - Francine Ruel, actrice et écrivaine québécoise.
- 1949 : 
  - Anuradha Koirala, militante sociale et femme politique népalaise.
  - John Shea, acteur américain.
- 1950 : Péter Esterházy, écrivain hongrois († 14 juillet 2016).
- 1952 : Hélène Pedneault, écrivaine québécoise.
- 1953 : « Manzanares » (José María Dols Abellán dit), matador espagnol.
- 1954 : 
  - Katsuhiro Ōtomo, mangaka japonais.
  - Sibyl Amarilli Mostert, chanteuse italienne.
- 1957 : Lothaire Bluteau, acteur québécois.
- 1958 : Peter Capaldi, acteur écossais.
- 1959 : Marie-Thérèse Fortin, actrice québécoise.
- 1960 : 
  - Frédéric Courant, journaliste français, l'un des trois coanimateurs historiques de C'est pas sorcier.
  - Luisa Maneri (it), actrice italienne (la jeune fiancée du premier film "La Cage aux folles").
- 1961 : Robert Carlyle, acteur écossais.
  - Brigitte Lecordier, doubleuse française
- 1962 : Guillaume Leblanc, athlète québécois, spécialiste de la marche de compétition.
  - Paulo Leão, acteur, guitariste et cinéaste brésilien.
- 1964 : Safa Al Hashem, femme politique koweitienne.
- 1965 :
  - Alexandre Jardin, écrivain français.
  - Monique Kengné, sprinteuse camerounaise.
  - Yukihiro Matsumoto, informaticien japonais concepteur du langage de programmation Ruby.
- 1966 :
  - André Boisclair, homme politique québécois.
  - David Justice, joueur de baseball américain.
  - Greg Maddux, joueur de baseball américain.
- 1967 :
  - Steve Chiasson, joueur de hockey sur glace canadien († 3 mai 1999).
  - Alain Côté, joueur de hockey sur glace québécois.
- 1968 : 
  - Anthony Michael Hall, acteur américain.
  - Nicolas Pothier, scénariste bd.
- 1969 : Brad Ausmus, joueur de baseball américain.
- 1970 : Martin Matte, humoriste et acteur québécois.
- 1971 :
  - Gutsy ou Guts (Fabrice Henri dit), beatmaker et producteur de hip-hop et de funk français, l'un des membres fondateurs d'Alliance Ethnik.
  - Carlos Pérez, joueur de baseball dominicain.
  - Gregg Zaun, joueur de baseball américain.
- 1973 :
  - Adrien Brody, acteur américain.
  - David Miller, ténor américain du quatuor Il Divo.
- 1974 : 
  - Mr. Oizo, musicien et réalisateur français
  - Sun Fuming, judoka chinoise, championne olympique.
- 1975 : Veronika Zemanová, actrice érotique tchèque.
- 1976 : Georgeta Damian, rameuse d'aviron roumaine, quintuple championne olympique.
- 1977 : Sarah Michelle Gellar, actrice américaine.
- 1978 : Lydy Louisy-Joseph, chanteuse française des L5.
- 1980 :
  - Win Butler, chanteur et compositeur américain.
  - Fabien Giraud, artiste français.
- 1984 : 
  - Charles Hamelin, patineur de vitesse canadien.
  - Jenan Moussa, journaliste libanaise.
- 1985 : Grant Clitsome, hockeyeur canadien.
- 1987 :
  - Guillaume Bats, humoriste français († 1er juin 2023).
  - Jennifer Digbeu, basketteuse française.
  - Daniele Magro, basketteur italien.
  - Norman Thavaud, humoriste français.
- 1988 :
  - Eric Gryba, hockeyeur canadien.
  - Anthony Modeste, footballeur français.
  - Chris Wood, acteur américain.
- 1990 : Samkelisiwe Zulu, footballeuse internationale zimbabwéenne.
- 1991 : Martín Montoya, footballeur espagnol.
- 1994 : Flora Coquerel, Miss France 2014.
- 1995 : Axel Bouteille, basketteur français.
- 1996 : Abigail Breslin, actrice américaine.

## Décès

### Xesiècle
- 911 : Serge III, 119e pape du 29 janvier 904 à sa mort (° v. 860).

### XIIesiècle
- 1109 : Foulques IV le Réchin, comte d'Anjou de 1067 à 1109 (° 1043).
- 1132 : Mstislav Ier, grand-prince de Kiev (° 1er juin 1076).

### XIVesiècle
- 1388 : Anglic de Grimoard, cardinal français (° v. 1320).

### XVesiècle
- 1471 : Richard Neville, comte de Warwick (° 22 novembre 1428).

### XVIesiècle
- 1578 : James Hepburn, seigneur écossais (° v. 1534).

### XVIIesiècle
- 1626 : Gaspare Aselli, chirurgien et anatomiste italien, découvreur des vaisseaux lymphatiques de l'intestin, encore appelés chylifères (° v. 1581).
- 1687 : Pierre Tremblay, ancêtre des Tremblay d'Amérique.

### XVIIIesiècle
- 1721 : Michel Chamillart, homme d'État français (° 10 janvier 1652).
- 1759 : Georg Friedrich Haendel, compositeur britannique d'origine allemande (° 23 février 1685).
- 1785 : William Whitehead, écrivain britannique (° 1715).
- 1792 : Maximilien Hell, astronome slovaque (° 1720).

### XIXesiècle
- 1804 : Francisco Antonio de Lorenzana y Butrón, cardinal espagnol, archevêque de Tolède (° 22 septembre 1722).
- 1831 : Alexandre Camille Taponnier, général français (° 2 février 1749).
- 1838 :
  - Charles Joseph Buquet, général français (° 4 juin 1776).
  - Rafael Pérez de Guzmán, matador espagnol (° 16 novembre 1803).
- 1843 : Joseph Lanner, compositeur, violoniste et chef d'orchestre autrichien, précurseur de la valse avec Strauss père (° 12 avril 1801).
- 1863 : Jean-Maurice Catroux, prêtre français, fondateur des Filles de la Charité du Sacré-Cœur de Jésus (° 3 octobre 1794).
- 1865 : Rafael Carrera, homme d'État guatémaltèque, président du Guatemala de 1844 à 1848 et de 1851 à 1865 (° 24 octobre 1814).
- 1895 : James Dwight Dana, géologue, minéralogiste et zoologiste américain (° 12 février 1813).
- 1897 : Émile Levassor, ingénieur français (° 21 janvier 1843).

### XXesiècle
- 1903 : Victor Jaclard, homme politique Français (° 18 décembre 1840)
- 1911 : Henri-Elzéar Taschereau, homme politique et magistrat québécois, juge en chef de la Cour suprême du Canada (° 7 octobre 1836).
- 1912 : Henri Brisson, personnalité politique française, ancien président du Conseil (° 31 juillet 1835).
- 1914 : Hubert Bland, socialiste britannique (° 3 janvier 1855).
- 1917 : Louis-Lazare Zamenhof, médecin ophtalmologue polonais, créateur de l'espéranto (° 15 décembre 1859).
- 1924 : Louis Sullivan, architecte américain (° 3 septembre 1856).
- 1925 : John Singer Sargent, peintre américain (° 12 janvier 1856).
- 1930 : Vladimir Maïakovski, écrivain russe (° 19 juillet 1893).
- 1935 : Emmy Noether (Amalie Noether dite), mathématicienne allemande (° 23 mars 1882).
- 1942 : Marcel Weinum, adolescent résistant, fondateur du réseau de Résistance « La Main Noire » (°5 février 1924).
- 1951 : Ernest Bevin, homme politique britannique (° 9 mars 1881).
- 1961 : Emile Henriot, critique littéraire et académicien français (° 3 mars 1889).
- 1964 : Rachel Carson, zoologiste et environnementaliste américaine (° 27 mars 1907).
- 1969 : Liv Rockefeller (no) (alias Liv Coucheron(-)Torp & Liv Heyerdahl), première épouse de l'aventurier norvégien du Kon-Tiki Thor Heyerdahl (° 4 août 1916).
- 1973 : Henri Fauconnier, écrivain français, prix Goncourt 1930 (° 26 février 1879).
- 1975 : Fredric March (Ernest Frederick McIntyre Bickel dit), acteur américain (° 31 août 1897).
- 1977 : Raoul de Godewarsvelde (Francis Albert Victor Delbarre dit), chanteur français (° 1928).
- 1980 : Gianni Rodari, poète italien (° 23 octobre 1920).
- 1983 : Pete Farndon (en), bassiste anglais du groupe The Pretenders (° 12 juin 1952).
- 1986 : Simone de Beauvoir, écrivain français (° 9 janvier 1908).
- 1990 : Thurston Harris, chanteur américain (° 11 juillet 1931).
- 1995 : Burl Ives, acteur et chanteur américain (° 14 juin 1909).
- 1996 : Marie-Clotilde Bonaparte, princesse de la famille impériale française (° 20 mars 1912).
- 1997 : Paulette Falbisaner, résistante française en Alsace pendant la Seconde Guerre mondiale (° 18 janvier 1921).
- 1998 :
  - Henri Contet, parolier français (° 8 mai 1904).
  - Robert J. Courtine, écrivain et journaliste gastronomique français (° 16 mai 1910).
  - Harry Lee, joueur de tennis britannique (° 15 juin 1907).
  - Ali Mendjeli, militaire et homme politique algérien (° 7 décembre 1922).
  - Dorothy Squires, auteur-compositeur-interprète britannique (° 25 mars 1915).
  - Maurice Stans, haut fonctionnaire et homme politique américain (° 22 mars 1908).
  - Gérard Vandenberghe, homme politique belge (° 22 janvier 1915).
- 1999 :
  - Ellen Corby, actrice et scénariste américaine (° 3 juin 1911).
  - Anthony Newley, chanteur et acteur britannique (° 24 septembre 1931).
- 2000 :
  - Phil Katz, personnalité américaine de l'informatique (° 3 novembre 1962).
  - Wilf Mannion, footballeur anglais (° 16 mai 1918).

### XXIesiècle
- 2001 :
  - Jim Baxter, footballeur écossais (° 29 septembre 1939).
  - Hideo Takubo, auteur japonais (° 25 janvier 1928).
  - Hiroshi Teshigahara, réalisateur japonais (° 28 janvier 1927).
- 2002 : Francisco Llácer Pla, compositeur et chef de chœur espagnol (° 2 octobre 1918).
- 2004 : Micheline Charest, productrice de télévision canadienne (° 1953).
- 2005 :
  - Saunders Mac Lane, mathématicien américain (° 4 août 1920).
  - Olivier Merlin, journaliste français (° 18 mai 1916).
  - Bernard Schultze, peintre allemand (° 31 mai 1915).
- 2007 :
  - Ladislav Adamec, homme politique tchèque (° 10 septembre 1926).
  - June Callwood, journaliste, écrivaine et activiste canadienne (° juin 1924).
  - Don Hon chanteur et animateur de télévision américain (° 13 août 1930).
  - René Rémond, historien, politologue et académicien français (° 30 septembre 1918).
- 2009 :
  - Maurice Druon, écrivain, homme politique et académicien français dont ancien secrétaire perpétuel de ladite société savante (° 23 avril 1918).
  - André Moulon, footballeur français (° 10 août 1935).
- 2010 :
  - Erika Burkart, écrivaine suisse (° 8 février 1922).
  - Alice Miller, psychologue et philosophe suisse d'origine polonaise (° 12 janvier 1923).
  - Peter Steele, chanteur, bassiste et compositeur du groupe Type O Negative (° 4 janvier 1962).
- 2011 :
  - Roger Drolet, animateur de radio et conférencier québécois (° 7 octobre 1935).
  - Jean Gratton, évêque catholique québécois (° 4 décembre 1924).
- 2012 :
  - Émile Bouchard, défenseur de hockey sur glace (° 4 septembre 1919).
  - Piermario Morosini, footballeur italien (° 5 juillet 1986).
- 2013 :
  - Colin Davis, chef d'orchestre britannique (° 25 septembre 1927).
  - Stanislav Hourenko, homme politique ukrainien (° 30 mai 1936).
  - George Jackson, auteur et chanteur américain (° 1945).
  - Rentarō Mikuni, acteur, réalisateur et scénariste japonais (° 20 janvier 1923).
- 2014 : 
  - Brian Harradine, homme politique australien (° 9 janvier 1935).
  - Wally Olins, designer britannique (° 19 décembre 1930).
- 2015 :
  - Anne-Marie Peysson, speakerine, journaliste et animatrice française (° 24 juillet 1935).
  - Percy Sledge, chanteur de soul américain (° 25 novembre 1941).
- 2017 :
  - Bruce Langhorne, musicien, guitariste et percussionniste américain (° 11 mai 1938).
  - Paul-François de Nadaï, joueur de rugby à XIII français (° 19 avril 1947).
- 2019 : Berit Elisabeth « Bibbi » Andersson, actrice suédoise de théâtre et de cinéma (° 11 novembre 1935).
- 2020 : 
  - Nate Brooks, boxeur américain (° 4 août 1933).
  - Mario Donatone, acteur italien (° 9 juin 1933).
- 2021 : 
  - Yıldırım Akbulut, homme d'État turc (° 2 septembre 1935).
  - Michel Louvain, chanteur canadien (° 12 juillet 1937).
  - Bernard Madoff (Bernard L(awrence) Madoff dit Bernie Madoff ou), homme d'affaires puis prisonnier à vie américain (° 29 avril 1938).
  - Bernard Martelet, artiste contemporain français, peintre et graveur (° 25 mai 1951).
  - Eduardo Enríquez Maya, homme politique colombien (° 11 octobre 1948).
- 2022 : Ilkka Kanerva, homme politique finlandais (° 28 janvier 1948).
- 2023 :
  - Irma Blank, artiste allemande (° 1934).
  - Sylvie Fanchon, peintre française (° 1953).
  - Luigi Mele, coureur cycliste italien (° 11 septembre 1937).
  - Murray Melvin, acteur britannique (° 10 août 1932).
  - Kensei Mizote, homme politique japonais (° 13 septembre 1942).
  - Abel Posse, écrivain, diplomate et journaliste argentin (° 7 janvier 1934).
  - Mark Sheehan, chanteur, compositeur, guitariste, et producteur de musique irlandais (° 29 octobre 1976).
  - Akira Tamba, compositeur et musicologue japonais (° 5 décembre 1932).
  - Marilyn Ruth Take, patineuse artistique canadienne (° 11 mars 1928).

## Célébrations

### Internationales
- Organisation des États américains : Día de las Américas (es) ou jour des Amériques célébrant le panaméricanisme.

### Nationales
- Angola (Union africaine) : youth day[10] / journée de la jeunesse comme les 12 mars en Zambie ou des 16 juin (et souvent en juin) aux 12 août ailleurs dans le monde.
- Bangladesh : Pohela Boishakh (en) célébrant le nouvel an dans le calendrier bengali.
- Corée du Sud, Japon, Taïwan : Black Day (en) ou 솔로부대 en coréen, jour noir en français, un mois après le white day ou jour blanc, les célibataires se rassemblant autour du plat traditionnel le jajangmyeon.
- États-Unis :
  - Pan American Day (en) ou journée du panaméricanisme comme ci-dessus.
  - National pecan day[11] ou fête de la noix de pécan.
  - National moment of laughter day[12] ou journée du (fou) rire (lol / laugh on loud, mdr / mort(e) de rire -sinon moteur de recherche- en français.
- Guinée (-Conakry) voire nations voisines (Union africaine) : N'Ko alphabet Day (en) ou journée de l'alphabet n'ko commémorant le jour de 1949 où Solomana Kante aurait conçu cette écriture.
- Népal : nayabarsa[13] ou bisket jatra le jour inaugural du nouvel an népalais de même qu'au Bangladesh ci-avant.
- Russie : journée de Mologa.

### Religieuses
- Fêtes religieuses romaines antiques : Fordicidia ou fête de fertilité avec sacrifice holocauste d'une vache gravide en l'honneur d'un dieu Tellus.

#### Saints des Églises chrétiennes

##### Saints des Églises catholiques et orthodoxes
Référencés ci-après in fine, :
- Ardelion († 300), comédien et martyr.
- Aristarque († Ier siècle), compagnon de Paul - date de fête en Orient - fêté le 4 août en Occident.
- Asicus d'Elphin (en) († Ve siècle), 1er évêque d'Elphin.
- Christophe de Saint-Sabas († 797), moine au monastère de Saint-Sabas, martyr.
- Domnine et ses filles Bérénice et Prosdocé († IVe siècle), martyres à Antioche.
- Fronton († IVe siècle), abbé au désert de Nitrie (Égypte).
- Lambert de Lyon († 688), 37e évêque de Lyon.
- Prétextat de Rouen († 588), 18e évêque de Rouen, martyr.
- Tiburce de Rome († 260), martyr.
- Thomaïs d'Alexandrie († Ve siècle), martyre à Alexandrie.
- Valérien de Rome († 260), Maxime et Tiburce, martyrs de Rome - date occidentale - fêté le 22 novembre en Orient.

##### Saints et bienheureux des Églises catholiques
Référencés ci-après in fine :
- Bénézet d'Avignon († 1184), berger, constructeur du Pont Saint-Bénézet en Avignon.
- Bernard de Tiron († 1117), ermite puis fondateur de l'abbaye de la Sainte-Trinité de Tiron.
- Hedwige († 1198), abbesse à Meer.
- Isabelle Calduch (es) († 1937), bienheureuse religieuse clarisse capucine espagnole martyre pendant la guerre d'Espagne.
- Jean / Giovanni de Montemarano (it) († 1095), évêque de Montemarano.
- Lucien Botovasoa († 1947), Bienheureux laïc malgache martyr.
- Lydwine de Schiedam († 1433), Laïque hollandais mystique stigmatisée.
- Pierre González Telmo († 1246), bienheureux religieux dominicain espagnol.

##### Saints orthodoxes
aux dates parfois "juliennes" / orientales :
- Antoine, Jean et Eustache (en) († 1342), martyrs à Vilnius en Lituanie.
- Dimitrios du Péloponnèse († 1803), néo-martyr.

### Prénoms du jour
Bonne fête aux Maxime, ses variantes masculines : Max, Maxim, Maximien, Maximo, Massimo, Maximus ; et leurs formes féminines : Max, Maxima, Maxime, Massima (Maximilien(ne) & variantes voire Maxence normalement à une autre date).
Et aussi aux :
- Bérénice et ses variantes : Bérényce, Bernice, Bernicé, Beronica, Beronice, Berenicia, etc. Cf. 4 février des Véronique etc.
- Aux Donan,
- Lambert, Lamberto, et leurs formes féminines : Lamberte, Lamberta et Lambertine/-a.
- Ludivine et ses variantes : Lidivine, Lidvine, Lidwina, Lidwine, Ludivina, Ludivyne, Ludiwine, Ludiwina, Ludwine, Ludyvine, Ludwine, Lydwin, Lydwina, Lydwine ; et une forme masculine : Ludwin (Ludovic, Ludwig, Louis et autres variantes à d'autres dates dont les 25 août).
- Aux Prétextat,
- Tiburce,
- Valérien, ses variantes masculines : Valerian, Valérian ; et leurs formes féminines : Valérienne, Valériane, Valeriana, Valériana (Valérie et variantes les 28 avril, Anne et variantes les 26 juillet, etc.).

## Traditions et superstitions

### Dictons
- « Lorsqu'arrive la saint-Valérien, l'arbre bourgeonne et les fruits ne sont plus loin. »[16]
- « Si saint-Lambert est pluvieux, suivent neuf jours dangereux. »[17]
- « Un beau Valérien, amène abondance de biens. »[16]

### Astrologie
- Signe du zodiaque : 25e jour du signe astrologique du Bélier.

## Toponymie
Les noms de plusieurs voies, places sites ou édifices de pays ou de régions francophones contiennent cette date sous différentes graphies en références à des événements survenus à cette même date : voir Quatorze-Avril .